# Quinto Pazmiño
Floresmilo Quinto Pazmiño Solórzano (5 de mayo de 1958-Manta, 24 de abril de 2010) fue un político ecuatoriano, conocido por su actuación de oposición a las autoridades del gobierno de Rafael Correa, donde reveló videos clandestinos de su autoría sobre algunas negociaciones del canciller Ricardo Patiño, donde se muestra las reuniones para tratar temas sobre la deuda externa de Ecuador y el acaparamiento de simpatizantes para lograr mayoría de votos en la transición del congreso de entonces a la Asamblea Nacional.

## Situación
Quinto Pazmiño fue elegido por el canciller Ricardo Patiño como asesor anticorrupción. Convirtiéndose la mano derecha del canciller, aprovechó para grabar videos donde se muestran las reuniones privadas del canciller y otras autoridades públicas del país, así como los denominados pativideos, que muestran la reunión del canciller con el presidente del congreso de ese entonces, Jorge Cevallos. De esta manera luego de una ruptura con el gobierno, reveló los videos que venía grabando, en los canales principales de la República, quienes trasmitieron los videos en primera instancia como Teleamazonas, causando más polémica, hay quienes aseguran que fueron malinterpretados.
Posterior a lo sucedido, Pazmiño optó por alejarse de la política, dedicándose a la docencia en su institución educativa, la Academia Naval Jambelí. Quinto Pazmiño siempre sostuvo tener otro video que comprometía la estabilidad de Rafael Correa, presidente del Ecuador, pero nunca fue revelado.
Quinto falleció de un paro cardíaco, el 24 de abril de 2010, un año después, su esposa, María Elizabeth Chancay, fue asesinada por sicarios desde una moto.